# ГЕС Рузізі ІІ
ГЕС Рузізі ІІ — гідроелектростанція на кордоні Руанди та Демократичної Республіки Конго. Знаходячись після ГЕС Рузізі І, становить нижній ступінь у каскаді на річці Рузізі (дренує озеро Ківу та впадає в озеро Танганьїка). Можливо також відзначити, що у другій половині 2010-х нижче від неї планують розпочати будівництво ГЕС Рузізі ІІІ, а потім між Рузізі ІІ та ІІІ можуть звести ГЕС Рузізі ІV.
У межах проекту річку перекрили бетонною греблею висотою 12 метрів та довжиною 40 метрів. Від неї через правобережний масив прокладено дериваційний тунель довжиною 0,5 км та діаметром 6 метрів, який після балансуючої камери діаметром 18 метрів переходить у напірний водовід діаметром 5,2 метра.
Розташований на березі річки машинний зал обладнали трьома турбінами типу Френсіс потужністю по 13,3 МВт, які при напорі у 28,5 метра повинні виробляти 140 млн кВт-год електроенергії на рік. Вода повертається в річку по відвідному каналу довжиною 0,2 км та шириною 32 метри.
Продукція ГЕС розподіляється між Руандою, ДРК та Бурунді.